# Аталаева, Ольга Тихоновна
Ольга Тихоновна Аталаева (21 июля 1920, д. Шиндыръялы, Мало-Сундырский район, Козьмодемьянский кантон, Казанская губерния — 11 января 2002, с. Виловатово, Горномарийский район, Марий Эл) — птичница колхоза «Сила», Герой Социалистического Труда (22 марта 1966).

## Биография
Образование начальное.
В 1939—1973 годы работала в колхозах «Видышы» («Ведущий») (после укрупнений — «Прогресс», «Сила»): разнорабочая, с 1942 г. птичница, старшая птичница.
В 1957 году присвоено звание «Лучшая птичница Марийской АССР» (в тот год вырастила 1033 цыплёнка из 1100 и от курицы-несушки в среднем получила 108 яиц).
В 1959 году из 4580 цыплят сохранила и вырастила 4480 кур, которые в следующем году дали в среднем по 138 яиц. В дальнейшем ещё более улучшила показатели работы.
За 10 лет (1962—1972) колхоз увеличил объём продажи яиц государству в 60 раз.
Народный поэт Марийской АССР Геннадий Матюковский назвал её «царицей птичьего городка».
Делегат 22-го съезда КПСС (1961). Депутат ВС РСФСР (1963-—1967).

## Звания и награды
- Герой Социалистического Труда (1966)
- Серебряная медаль ВДНХ (1966)
- Почётная грамота Президиума Верховного Совета РСФСР (1960)
- Почётная грамота Президиума Верховного Совета Марийской АССР (1955, 1956, 1957, 1959)

## Память
С 2004 года — легкоатлетический пробег её имени (д. Шиндыръялы — с. Виловатово Горномарийского района Марий Эл).